# William Busnach
William-Bertrand Busnach, né le 7 mars 1832 à Paris et mort le 20 janvier 1907 à Paris 18e, est un dramaturge, librettiste et romancier français.

## Biographie
Appartenant à une famille juive algérienne alliée à celle du compositeur Jacques-Fromental Halévy, il est le fils de Mouchy Busnach et de Elisa Esther Rodrigues-Henriques. Busnach se consacre, après avoir occupé un emploi dans les douanes, au théâtre et dirige le théâtre de l’Athénée de 1867 à 1869.
Il écrit pour cette scène et pour plusieurs autres une quantité considérable de pièces, avec des collaborateurs variés, tels que Henry Buguet, Élie Frébault, Jules Fréval, Armand Liorat, Marquet, Clairville etc. Les plus importantes sont celles dans lesquelles il a adapté pour le théâtre les principales œuvres d’Émile Zola. Il a donné en outre quelques romans dont l’un, le Petit Gosse, a été couronné par l’Académie française. On lui doit également le livret de l’opérette Pomme d’api d’Offenbach
Busnach est, en son temps, une figure bien connue et boulevardière.
On vantait et on se racontait ses traits d’esprit.
Il est inhumé au cimetière du Père-Lachaise (7e division).

## Œuvres partielles

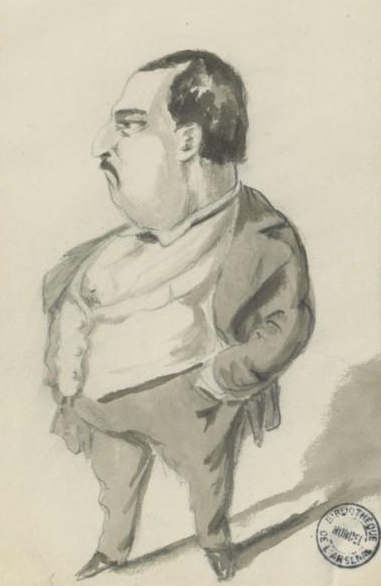
Busnach caricaturé par Lhéritier.

- Les Virtuoses du pavé, bouffonnerie musicale en 1 acte, musique de Auguste L'Eveillé, Paris, Folies-Marigny, 19 avril 1864, Paris, E. Dentu, in-12 ;
- Cinq par jour !, folie-vaudeville en 1 acte, Paris, Folies-Marigny, 27 avril 1865, E. Dentu, 1865 ;
- Les Gammes d’Oscar, folie musicale en 1 acte, musique de Georges Douay, Paris, théâtre des Folies-Marigny, 20 mai 1865, Le Bailly, 1900 ;
- C’est pour ce soir ! à-propos en 1 acte, avec A. Belot, Paris, Bouffes-Parisiens, 25 avril 1865, Michel Lévy frères, 1865 ;
- Les Petits du premier, opéra-bouffe en 1 acte, musique de Émile Albert Paris, Bouffes-Parisiens, 3 mars 1865, Paris, E. Dentu, 1865, in-12 ;
- Le Myosotis, aliénation mentale et musicale, avec Amédée de Noé, musique de Charles Lecoq, Paris, Palais-Royal, 2 mai 1866, A. Lacroix, Verboeckhoven et Cie, 1874 ;
- La Vipérine, opérette en 1 acte, avec Jules Prével, Paris, Folies-Marigny, 19 octobre 1866, Michel Lévy frères, 1867 ;
- Les canards l’ont bien passée ! revue en 3 actes et 7 tableaux, précédée de la Veillée en Bourgogne, Paris, théâtre des Folies Marigny, 23 décembre 1866, Paris, Librairie internationale, 1867, in-12 ;
- Le Quai Malaquais, opérette en un acte, avec Élie Frébault, musique d’Amédée de Roubin, Paris, théâtre des Folies Marigny, 6 juillet 1866, Paris, Morris, 1872, in-12 ;
- La Pénitente, opéra-comique en 1 acte, avec Henri Meilhac, Paris, opéra-Comique, 13 mai 1868, Paris, E. Dentu, 1868 ;
- Paris-Revue, revue en 4 actes, théâtre du Châtelet, 1869 ;
- Héloïse et Abélard, opéra-comique en 3 actes, avec Clairville, musique d’Henri Litolff, théâtre des Folies dramatiques, 1872 ;
- La Rosière de Valentino, bouffonnerie en 1 acte, Paris, Folies-Bergère, 2 février 1872, L. Bathlot, 1873 ;
- Sol-si-ré-pif-pan, bouffonnerie musicale en 1 acte, Paris, Château-d’Eau, 16 novembre 1872, Paris, Tresse, 1872 ;
- Pomme d’api, opérette en 1 acte, avec Ludovic Halévy, musique de Jacques Offenbach, théâtre de la Renaissance, 1873 ;
- L’Éducation d’Ernestine, comédie-vaudeville en un acte, Paris, 1873, in-12 ;
- La Liqueur d’or, opéra-comique en 3 actes, avec Armand Liorat, musique de Laurent de Rillé, Paris, Menus-Plaisirs, 11 décembre 1873, Paris, Tresse, 1874 ;Interdit après la neuvième représentation.
- Le Club des séparées, folie-vaudeville en 1 acte, Paris, Renaissance, 24 avril 1873, Paris, Tresse, 1873 ;
- Les Esprits des Batignolles, à-propos-vaudeville en 1 acte, Paris, Palais-Royal, 20 juin 1873, Paris, Tresse, 1873 ;
- L’Opéra aux Italiens, à-propos en 1 acte, Paris, Tresse, 1874 ;
- La Belle au bois dormant, opéra-féerie en 4 actes, avec Clairville, musique de Henry Litolff, théâtre du Châtelet, 1874 ;
- Mariée depuis midi, pièce en 1 acte, mêlée de chant, avec A. Liorat, musique de Georges Jacobi, Paris, Bouffes-Parisiens, 7 mars 1874, Paris, Tresse, 1874, in-12 ;
- Kosiki, opéra comique en trois actes, avec Armand Liorat, musique de Charles Lecocq, Paris, théâtre de la Renaissance, 18 octobre 1876, Paris, Tresse, 1875-1880 ;
- Les Boniments de l’année, revue en 4 actes et 10 tableaux, dont un prologue, avec Paul Burani, Paris, Athénée-Comique, 28 décembre 1877, Paris, Le Bailly, 1878, in-12 ;
- L’Assommoir, drame en 5 actes et 9 tableaux, avec Octave Gastineau, d’après Émile Zola, Paris, théâtre de l’Ambigu, 18 janvier 1879, Paris, G. Charpentier, 1881, in-12 ;
- Le Beau Solignac, drame en 5 actes, avec Jules Clarétie et Charles de La Rounat, théâtre du Châtelet, 1880 ;
- Nana, drame en 5 actes, d’après Émile Zola, théâtre de l’Ambigu, 1881 ;
- Zoé Chien-Chien, drame en 8 tableaux, dont un prologue, avec Arthur Arnould, Paris, théâtre des Nations, 5 février 1881, G. Charpentier, 1882, in-12 ;
- La Soucoupe, comédie en 1 acte, Paris, Gymnase, 7 octobre 1881, Paris, Tresse, 1881 ;
- La Marchande des quatre saisons, drame en 5 actes et 8 tableaux Ambigu Comique, 1882 ;
- Le Phoque à ventre blanc, parade musicale en 1 acte, musique de Georges Douay, A. Hélaine, E. Chatot, 1883[2] ;
- Pot Bouille, pièce en 5 actes, d’après Émile Zola, théâtre de l’Ambigu, 1883 ;
- Carnot, drame en 5 actes, avec Henri Blondeau et Léon Jonathan, théâtre de l’Ambigu, 1884 ;
- Le Petit Jacques, drame en 9 tableaux, Paris, 1885, in-12 ;
- La Fille de M. Lecoq, avec Henri Chabrillat, Paris, G. Charpentier, 1886 ;
- Mathias Sandorf, drame en 5 actes, avec Georges Maurens d’après Jules Verne, théâtre de l’Ambigu, 1887[3] ;
- Ali-Baba, opéra-comique en 3 actes et 8 tableaux, avec Albert Vanloo, musique de Charles Lecoq, Bruxelles, Alhambra, 11 novembre 1887, Choudens, 1888 ;
- Le Petit Gosse, Paris, Perrin, 1889 ;
- L’Œuf rouge, opéra comique en 3 actes, Paris, 1890, in-12 ;
- La Fille de Fanchon la vielleuse, opéra-comique en 4 actes, avec Armand Liorat, musique de Louis Varney, théâtre des Folies dramatiques, 1891 ;
- Les Commis-voyageurs, vaudeville en 3 actes, théâtre de la Renaissance, 1892 ;
- Vain Sacrifice, roman, Paris, E. Flammarion, 1893, in-12 ;
- Cyprienne Guérard, Paris, C. Lévy, 1895, in-12 ;
- Le Remplaçant, comédie en 3 actes, Paris, 1898, in-12. ;
- Voleuse ! scènes de la vie populaire, avec Ferdinand Bloch, Paris, Divan japonais, 30 septembre 1899, P.-V. Stock, 1900 ;
- L’Affiche rondeau, avec A. Flan ; musique de Georges Douay, Cartereau ;
- Le Château-Yquem, comédie en 1 acte, Tresse et Stock ;
- Le Crime du bois de Verrières, instruction judiciaire, Paris, E. Flammarion, 1901.

## Sources
- Polybiblion : revue bibliographique universelle, t. 63, Paris, Aux bureaux du Polybiblion, 1907, 576 p. (lire en ligne), p. 269-70